# Krasne-Lasocice
Krasne-Lasocice – wieś w Polsce położona w województwie małopolskim, w powiecie limanowskim, w gminie Jodłownik.
W latach 1954–1972 wieś należała i była siedzibą władz gromady Lasocice. W latach 1975–1998 miejscowość administracyjnie należała do województwa nowosądeckiego.

## Części wsi
| SIMC    | Nazwa      | Rodzaj    |
| ------- | ---------- | --------- |
| 0430350 | Bucze      | część wsi |
| 0430367 | Folwark    | część wsi |
| 0430373 | Knyszów    | część wsi |
| 0430380 | Łączki     | część wsi |
| 0430396 | Łęg        | część wsi |
| 0430404 | Podgrobla  | część wsi |
| 0430410 | Poręby     | część wsi |
| 0430427 | Przedewsie | część wsi |
| 0430433 | Przylesie  | część wsi |
| 0430440 | Sadzawki   | część wsi |

## Historia
Pierwsze zapiski o istnieniu wsi pochodzą z XIII wieku. Były to wówczas dwie odrębne role, będące własnością rycerską. Od XV wieku wieś była własnością rodu Drużynitów z Lasocic, których protoplastami byli bracia Janusz i Stanisław z Lasocic. W następnych wiekach wieś przeszła na własność krewnych Lubomirskich – Lasockich.
W grudniu 1914 w okolicach Krasnego-Lasocic odbywały się walki w ramach operacji łapanowsko-limanowskiej. Poległych żołnierzy armii austro-węgierskiej, niemieckiej i rosyjskiej pochowano w Krasnym-Lasocicach. Później w miejscu ich pochówku wzniesiono kaplicę, którą poświęcono 14 lipca 1918. Obecnie przy kościele znajduje się cmentarz wojenny nr 361 z I wojny światowej.

## Zabytki
Obiekt wpisany do rejestru zabytków nieruchomych województwa małopolskiego:
- cmentarz wojenny nr 361 z I wojny światowej, 1915–1916.

## Religia
Aż do 1925 we wsi nie było samodzielnej parafii, podlegała ona częściowo parafii Ścięcia św. Jana Chrzciciela w Górze Świętego Jana oraz parafii NMP Wniebowziętej i św. Stanisława Biskupa w Szczyrzycu.
W 1925 biskup tarnowski Leon Wałęga powołał w Krasnem-Lasocicach parafię pw. Najświętszej Maryi Panny Królowej Polski. Dziesięć lat później rozpoczęto budowę kościoła parafialnego.